# Lázaro Alfonso Prats
Lázaro Alfonso Prats (* 4. Februar 1981 in Havanna) ist ein kubanischer Fußballspieler.

## Karriere

### Verein
Alfonso startete seine Erstligakarriere 2002 in der Auswahlmannschaft Havannas. Im Juli 2011 verließ er Kuba und wechselte zum SV Ramlingen/Ehlershausen, wo er bis Dezember 2011 zu zwei Spielen in der Landesliga Hannover kam – der sechsthöchsten deutschen Spielklasse. Nachdem er es bei Ramlingen nicht zum Stammspieler brachte, unterschrieb er im Sommer 2012 einen Vertrag beim SC Langenhagen. Alfonso spielte in der Saison 2012/2013 in 23 Spielen der Oberliga Niedersachsen (fünfte Spielklasse), bevor die Mannschaft als Saisonletzter die Klasse nicht halten konnte und die Vereinsführung des SC Langenhagen aus finanziellen Gründen auf eine Meldung für die Landesliga verzichtete. Alfonso wechselte in die Bezirksliga Braunschweig 2 zum FC Braunschweig Süd, mit dem er 2014 den Aufstieg in die Landesliga Braunschweig schaffte, wo er bis 2015 für den zwischenzeitlich in FC Braunschweig umbenannten Verein spielte. Im Sommer 2015 wechselte Alfonso Prats zum SV Damla Genc Hannover, in der Saison 2016/17 spielte er für den TSC Vahdet Braunschweig in der Landesliga. Seit 2017 spielt er für FC Türk Gücü Helmstedt und schaffte 2018 den Aufstieg von der Kreisliga Helmstedt in die Bezirksliga Braunschweig 1.

### Nationalmannschaft
Alfonso spielte zwischen 2006 und 2008 in mindestens 13 A-Länderspielen für Kuba.